# Alcaravela
Alcaravela es una freguesia portuguesa del concelho de Sardoal, con 36,70 km² de superficie y 1.084 habitantes (2001). Su densidad de población es de 29,5 hab/km².